# Convulsão febril
Uma convulsão febril, também conhecida como febre do ajuste ou apreensão febril, é uma apreensão associada a um aumento da temperatura do corpo, mas sem graves problemas de saúde subjacentes. Elas ocorrem mais comumente em crianças entre as idades de 6 meses e 5 anos. A maioria das apreensões duram menos de cinco minutos, e a criança volta completamente ao normal dentro de sessenta minutos após o evento.
Convulsões febris podem ocorrer em famílias. O diagnóstico envolve a verificação de que não há uma infecção do cérebro, não há problemas metabólicos, e de não ter havido convulsões  prévias sem que tenha ocorrido febre. Existem dois tipos de convulsões febris: convulsões simples e complexas. As simples envolvem uma criança até então saudável que tem no máximo uma crise tônico-clônica de duração inferior a 15 minutos em um período de 24 horas. O exame de sangue, de imagens do cérebro, ou um eletroencefalograma normalmente não são necessários para o diagnóstico. O exame para determinar a origem da febre é recomendado. Em crianças de aparência saudável, uma punção lombar não é necessariamente obrigatória.
Nem medicação anti-convulsão nem medicação anti-febre são recomendadas em um esforço para evitar mais convulsões febris simples febris. Em alguns casos que a última dura mais de cinco minutos as benzodiazepinas, tais como o lorazepam ou midazolam podem ser usadas. Os resultados geralmente são excelentes, com sucesso acadêmico similar para outras crianças e não há alteração no risco de morte para aquelas com simples convulsões. Há evidências experimentais de que as crianças têm um ligeiro aumento do risco de epilepsia em 2%. Convulsões febris afetam de dois a cinco por cento das crianças antes da idade de cinco anos. Elas são mais comuns em meninos do que meninas. Depois de uma única convulsão febril existe uma chance de 15 a 70% para outra.